# Station Pasarnguter
Pasarnguter is een spoorwegstation in de Indonesische provincie Midden-Java.